# Pseudovipio turcomanicus
Pseudovipio turcomanicus är en stekelart som först beskrevs av Kokujev 1904.  Pseudovipio turcomanicus ingår i släktet Pseudovipio och familjen bracksteklar. Inga underarter finns listade i Catalogue of Life.